# Сарпилдак
Сарпилда́к (каз. Сарпылдақ) — село у складі Панфіловського району Жетисуської області Казахстану. Входить до складу Айдарлинського сільського округу.
У радянські часи село називалось Сарипилдак.
Населення — 279 осіб (2021; 247 у 2009, 290 у 1999, 138 у 1989).